# Moturoa Islands
Die Moturoa Islands sind eine Inselgruppe nördlich der Karikari Peninsula an der Nordinsel von Neuseeland.

## Geographie
Die Inselgruppe besteht aus fünf Inseln und ca. 17 kleineren Felseninsel. Die Gruppe erstreckt sich über ein Seefläche von rund 4,5 km² und einer Länge von rund 6,5 km. Zu den fünf Inseln zählen von Ost nach West:
- Rocky Island – 1,9 ha groß und rund 620 m nordnordwestlich von Cape Karikari zu finden.
- Tuputupungahau Island – 15,8 ha
- Sugarloaf Island – 1,4 ha
- Matutapu Island – 5,7 ha
- Moturoa Island – 11,3 ha
- die 17 Felseninsel umfassen eine Fläche von rund 3,7 ha[2][3]

Die beiden größten Insel der Inselgruppe, Moturoa Island und Tuputupungahau Island, erstrecken sich über 820 m in der Länge und rund 195 m in der Breite sowie 750 m in der Länge und rund 515 m in der Breite.
Administrativ gehört die Inselgruppe zum Far North District der Region Northland und schließt die Rangaunu Bay nach Osten hin ab.

## Flora und Fauna
Die Inseln werden von Skinken der Art Oligosoma alani bewohnt.